# Carla Kogelman
Carla Kogelman est une photojournaliste indépendante néerlandaise née en 1961.
Elle a remporté en 2014 et 2018 le premier prix World Press Photo pour son portrait au long cours de deux jeunes sœurs autrichiennes,.
Elle réside à Amersfoort aux Pays-Bas.

## Biographie

### Jeunesse et débuts
Carla Kogelman est née en 1961 à Raalte aux Pays-Bas. Elle a trois frères et deux sœurs, dont l’une est décédée dans un accident de moto qui a également rendu son père handicapé mental.
Après le lycée, elle suit une formation d’aide sociale aux personnes handicapées, en particulier les enfants. Elle travaille ensuite pendant vingt-cinq ans dans le théâtre, dirigeant une agence de promotion de compagnies et de comédiens. Elle expose ses premières photos de coulisses de spectacles en 2009.
En 2011, elle décide de changer d’orientation et suit des cours pendant un an à la Fotoacademie, une école de photographie privée d’Amsterdam.

### Carrière photographique
En 2012, le Szene Bunte Wähne, un festival de théâtre jeune public autrichien commande à Carla Kogelman un reportage sur la région rurale et forestière du Waldviertel, au nord-ouest de Vienne. Elle y rencontre Sonja Liebhart, qui lui propose l’hospitalité en échange de photos de ses enfants. Carla Kogelman accepte et se lance dans un projet qui durera plusieurs années, revenant chaque été parmi eux. Elle photographie Hannah et Alena, les deux sœurs pendant six ans, invisible, capturant leur intimité en noir et blanc.
Elle remporte le prix World Press Photo en 2014 dans la catégorie portrait et en 2018 en projets au long-cours. Elle publie la même année I am Waldviertel chez Schilt Publishing.
Carla Kogelman s’intéresse et photographie également les coulisses du théâtre, du cinéma et du sport.
Elle travaille pour l’agence De Beeldunie et est représentée par la galerie Caroline O’Breen,.

## Récompenses

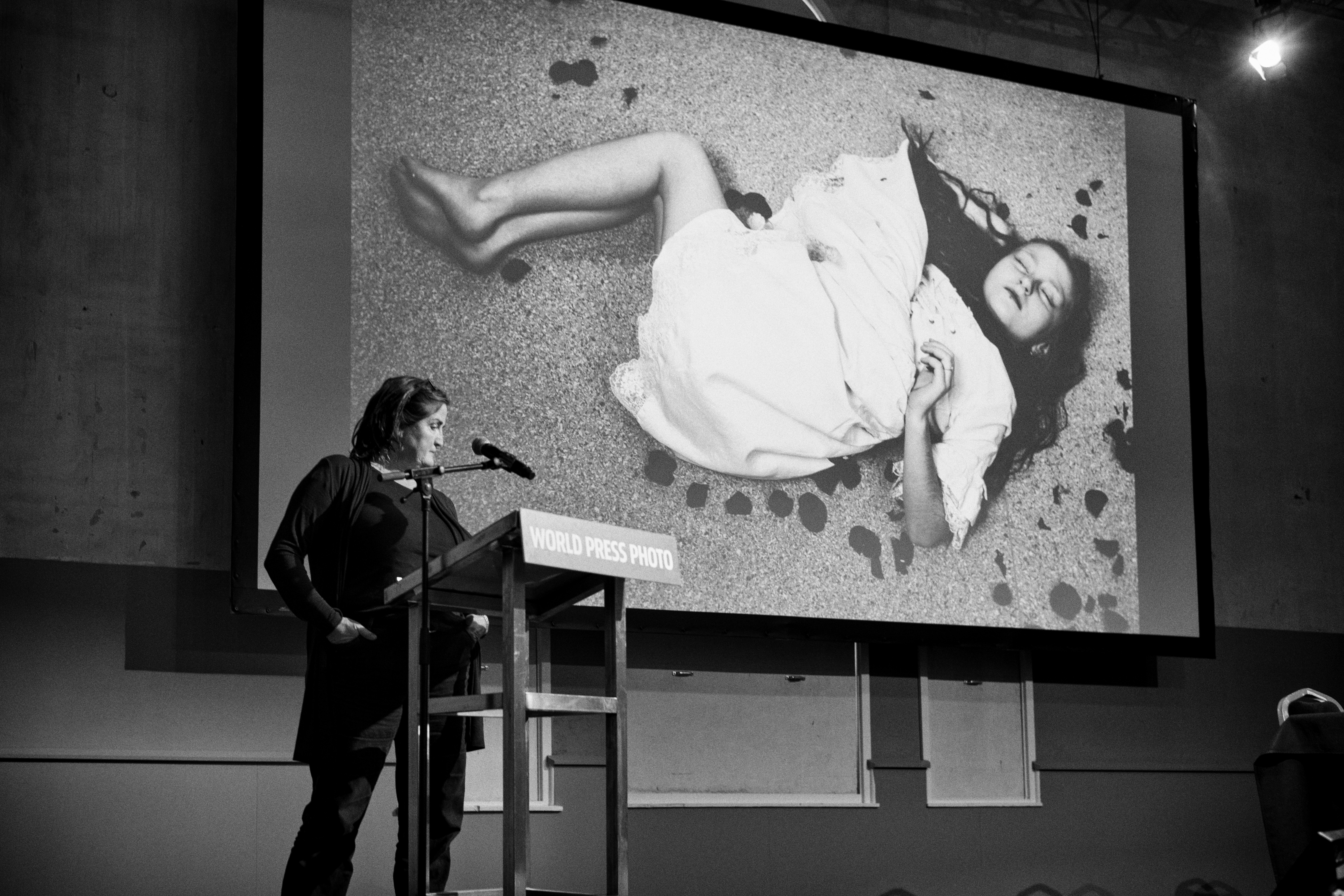
Carla Kogelman sur la scène du festival World Press Photo 2018 à Amsterdam

- 2014 - World Press Photo – 1st prize - observed portraits[1]
- 2014 - Cortona on the Move – Happiness Award[8]
- 2014 - Pf Portfolioprijs 2014[9]
- 2017 - Alfred Fried Photography Award 2017[10]
- 2018 - World Press Photo – long term project[2]

## Publications
- 2011 - St. Pieters en Bloklands Gasthuis  (ISBN 978-90-816441-1-2)
- 2011 - Familie graduation magazine
- 2012 - Tabaksteeg, wonen in sferen  (ISBN 978-90-9027042-5)
- 2013 - SO 2013  (ISBN 978-94-90731-03-8)
- 2014 - En Vele Anderen -  (ISBN 978-90-816441-0-5)
- 2014 - de Stille Fanfare in New York
- 2018 - I am Waldviertel  (ISBN 978 90 5330 912 4)